# Kangaroo Cup
Il Kangaroo Cup è un torneo femminile di tennis giocato su campi in cemento a Gifu in Giappone. Si disputa dal 1997 e fa parte dell'ITF Women's Circuit.

## Albo d'oro

### Singolare
| Anno               | Campionessa                           | Finalista                             | Punteggio                             |
| ------------------ | ------------------------------------- | ------------------------------------- | ------------------------------------- |
| 2025               | Zhang Shuai                           | Mananchaya Sawangkaew                 | 6–3, 6–4                              |
| 2024               | Moyuka Uchijima                       | Arina Rodionova                       | 6–3, 6–3                              |
| ↑ ITF 100K event ↑ |                                       |                                       |                                       |
| 2023               | Himeno Sakatsume                      | Katie Boulter                         | 7–5, 6–3                              |
| 2022               | Non disputato                         | Non disputato                         | Non disputato                         |
| 2021               | Non disputato                         | Non disputato                         | Non disputato                         |
| 2020               | Annullato per pandemia di coronavirus | Annullato per pandemia di coronavirus | Annullato per pandemia di coronavirus |
| 2019               | Zarina Diyas                          | Liang En-shuo                         | 6–0, 6–2                              |
| 2018               | Kurumi Nara                           | Moyuka Uchijima                       | 6–2, 7–6(4)                           |
| 2017               | Magdaléna Rybáriková                  | Zhu Lin                               | 6–2, 6–3                              |
| ↑ ITF 80K event ↑  |                                       |                                       |                                       |
| 2016               | Hiroko Kuwata                         | Qiang Wang                            | 6–2, 2–6, 6–4                         |
| 2015               | Saisai Zheng                          | Naomi Osaka                           | 3–6, 7–5, 6–4                         |
| 2014               | Tímea Babos                           | Ekaterina Byčkova                     | 6–1, 6–2                              |
| ↑ ITF 75K event ↑  |                                       |                                       |                                       |
| 2013               | An-Sophie Mestach                     | Qiang Wang                            | 1–6, 6–3, 6–0                         |
| 2012               | Kimiko Date-Krumm                     | Noppawan Lertcheewakarn               | 6–1, 5–7, 6–3                         |
| 2011               | Sachie Ishizu                         | Emily Webley-Smith                    | 6–1, 6–3                              |
| 2010               | Karolína Plíšková                     | Sun Shengnan                          | 6–3, 3–6, 6–3                         |
| 2009               | Aiko Nakamura                         | Tomoko Yonemura                       | 6–1, 6–4                              |
| 2008               | Tamarine Tanasugarn (2)               | Kimiko Date-Krumm                     | 4–6, 7–5, 6–2                         |
| 2007               | Chan Yung-jan                         | Ayumi Morita                          | 6–3, 6–1                              |
| 2006               | Erika Takao                           | Aiko Nakamura                         | 6–1, 5–7, 6–1                         |
| 2005               | Saori Obata                           | Shiho Hisamatsu                       | 6–1, 2–6, 6–4                         |
| 2004               | Ana Ivanović                          | Jeon Mi-ra                            | 6–4, 2–6, 7–5                         |
| 2003               | Shinobu Asagoe                        | Saori Obata                           | 6–4, 6–1                              |
| 2002               | Julie Pullin                          | Shinobu Asagoe                        | 4–6, 6–4, 6–3                         |
| 2001               | Alicia Molik                          | Bryanne Stewart                       | 6–2, 6–3                              |
| 2000               | Tamarine Tanasugarn (1)               | Shinobu Asagoe                        | 7–5, 6–4                              |
| 1999               | Wang Shi-ting                         | Park Sung-hee                         | 6–7, 7–5, 6–2                         |
| 1998               | Misumi Miyauchi                       | Park Sung-hee                         | 6–3, 6–4                              |
| 1997               | Kerry-Anne Guse                       | Jeon Mi-ra                            | 7–5, 7–5                              |
| ↑ ITF 50K event ↑  |                                       |                                       |                                       |

### Doppio
| Anno               | Campionesse                           | Finaliste                             | Punteggio                             |
| ------------------ | ------------------------------------- | ------------------------------------- | ------------------------------------- |
| 2025               | Momoko Kobori Ayano Shimizu           | Emina Bektas Lily Miyazaki            | 6–1, 6–2                              |
| 2024               | Liang En-shuo Tang Qianhui            | Kimberly Birrell Rebecca Marino       | 6–0, 6–3                              |
| ↑ ITF 100K event ↑ |                                       |                                       |                                       |
| 2023               | Han Na-lae Jang Su-jeong              | Lee Ya-hsuan Wu Fang-hsien            | 7–6(3), 2–6, [10–8]                   |
| 2022               | Non disputato                         | Non disputato                         | Non disputato                         |
| 2021               | Non disputato                         | Non disputato                         | Non disputato                         |
| 2020               | Annullato per pandemia di coronavirus | Annullato per pandemia di coronavirus | Annullato per pandemia di coronavirus |
| 2019               | Yingying Duan Xinyun Han              | Akiko Omae Peangtarn Plipuech         | 6–3, 4–6, [10–4]                      |
| 2018               | Rika Fujiwara (3) Yuki Naito          | Ksenia Lykina Emily Webley-Smith      | 7–5, 6–4                              |
| 2017               | Eri Hozumi (2) Miyu Kato (2)          | Katy Dunne Julia Glushko              | 6–4, 6–2                              |
| ↑ ITF 80K event ↑  |                                       |                                       |                                       |
| 2016               | Eri Hozumi (1) Miyu Kato (1)          | Hiroko Kuwata Ayaka Okuno             | 6–1, 6–2                              |
| 2015               | Yafan Wang Yifan Xu                   | An-Sophie Mestach Emily Webley-Smith  | 6–2, 6–3                              |
| 2014               | Jarmila Gajdošová Arina Rodionova     | Misaki Doi Hsieh Shu-ying             | 6–3, 6–3                              |
| ↑ ITF 75K event ↑  |                                       |                                       |                                       |
| 2013               | Luksika Kumkhum Erika Sema (2)        | Nao Hibino Riko Sawayanagi            | 6–4, 6–3                              |
| 2012               | Jessica Pegula Saisai Zheng           | Chan Chin-wei Hsu Wen-hsin            | 6–4, 3–6, [10–4]                      |
| 2011               | Chan Hao-ching Chan Yung-jan          | Noppawan Lertcheewakarn Erika Sema    | 6–2, 6–3                              |
| 2010               | Erika Sema (1) Tomoko Yonemura        | Ksenija Lykina Melanie South          | 6–3, 2–6, [10–7]                      |
| 2009               | Sophie Ferguson Aiko Nakamura         | Misaki Doi Kurumi Nara                | 6–2, 6–1                              |
| 2008               | Kimiko Date-Krumm Kurumi Nara         | Melanie South Nicole Thyssen          | 6–1, 6(8)–7, [10–7]                   |
| 2007               | Ayumi Morita Ai Sugiyama              | Kumiko Iijima Seiko Okamoto           | 6–1, 3–6, 6–0                         |
| 2006               | Chan Chin-wei Hsieh Su-wei            | Chan Yung-jan Chuang Chia-jung        | 7–6(5), 3–6, 7–5                      |
| 2005               | Rika Fujiwara (2) Saori Obata (3)     | Ryoko Fuda Seiko Okamoto              | 6–1, 6–2                              |
| 2004               | Cho Yoon-jeong (3) Jeon Mi-ra         | Chuang Chia-jung Wynne Prakusya       | 7–6(4), 6–2                           |
| 2003               | Rika Fujiwara (1) Saori Obata (2)     | Shinobu Asagoe Nana Miyagi            | 1–6, 7–5, 6–3                         |
| 2002               | Cho Yoon-jeong (2) Evie Dominikovic   | Shinobu Asagoe Rika Fujiwara          | 6–2, 6–2                              |
| 2001               | Kim Eun-ha Wynne Prakusya             | Julie Pullin Lorna Woodroffe          | 1–6, 6–4, 7–6(2)                      |
| 2000               | Shinobu Asagoe Yuka Yoshida           | Surina de Beer Nannie de Villiers     | 6–3, 6–1                              |
| 1999               | Chae Kyung-yee Cho Yoon-jeong (1)     | Shiho Hisamatsu Nana Miyagi           | 6–2, 4–6, 6–2                         |
| 1998               | Catherine Barclay Kerry-Anne Guse     | Cho Yoon-jeong Park Sung-hee          | 7–6, 6–4                              |
| 1997               | Saori Obata (1) Kaoru Shibata         | Shinobu Asagoe Yasuko Nishimata       | 6–3, 7–5                              |
| ↑ ITF 50K event ↑  |                                       |                                       |                                       |